# Cobasna
Cobasna (en rumano: Cobasna; en ruso: Колбасная, romanizado: Kolbásnaya; en ucraniano: Ковбасна, romanizado: Kovbasna) es una comuna y pueblo ubicado en la parcialmente reconocida República de Transnistria, dentro del distrito de Rîbnița, aunque de iure pertenece a Moldavia. 

## Geografía
En el pueblo funciona el puesto de control Cobasna-Domnitsia en la frontera con Ucrania, a 2 km del pueblo.     
La comuna se compone de tres pueblos: Cobasna, Cobasna Estación (en ruso: Пыкалово, romanizado: Pykálovo; en ucraniano: Пикалове, romanizado: Pykálove) y Suhaia Rîbnița (en ruso: Сухая Рыбница; en ucraniano: Суха Рибниця).    

## Historia
Kiełbaśna, como se la conocía en polaco, era una aldea privada del voivodato de Brátslav durante los tiempos de la Mancomunidad polaco-lituana. En 1793, cuando Polonia fue dividida entre el reino de Prusia y el Imperio ruso, el pueblo pasó a manos de los rusos. En el siglo XIX siguió siendo posesión de la nobleza polaca y pasó a manos de la familia Jurjewicz.
En 1924, Cobasna pasó a formar parte del óblast autónomo de Moldavia, que pronto se convirtió en la República Socialista Soviética Autónoma de Moldavia, y en la República Socialista Soviética de Moldavia en 1940 durante la Segunda Guerra Mundial. De 1941 a 1944, Cobasna fue administrada por el reino de Rumania como parte de la gobernación de Transnistria.
En la década de 1940 se crearon almacenes militares en el pueblo de Cobasna. En la época soviética, el 1411º depósito de municiones de artillería era un arsenal estratégico del Distrito Militar Occidental de la URSS. Pero la mayor parte de la munición llegó aquí después de la retirada de las tropas soviéticas del territorio de la antigua RDA, Checoslovaquia y otros países comunistas europeos. Tras el colapso de la URSS, los almacenes y el arsenal soviéticos cayeron en manos de Transnistria, pero la zona está gestionada y protegida por el ejército ruso. Entre 2000 y 2004, alrededor del 50% de las armas, el equipo militar y las municiones fueron retirados o destruidos en el lugar. 
El 27 de abril de 2022, en plena invasión rusa de Ucrania, el Ministerio del Interior de Transnistria informó que drones sobrevolaron Cobasna y que se realizaron disparos contra la aldea. El ministerio afirmó que los drones procedían de Ucrania, pero fuentes ucranianas dijeron que se trataba de una operación de bandera falsa por parte de Rusia o de la propia Transnistria.

## Demografía
Según el censo de 2004, los ucranianos representaban el 67,2% de la población local; los rumanos son el 23,92% y los rusos, el 7,66%.

## Infraestructura

### Militar
Cobasna tiene un almacén de municiones de origen soviético que es considerado uno de los polvorines más importantes de Europa. En el año 2000, la cantidad de armas y municiones pertenecientes a Rusia en Transnistria ascendía a unas 42.000 toneladas. Según diversas estimaciones, hay entre 19.000 y 21.500 toneladas de municiones entre proyectiles, bombas aéreas, minas, granadas, cartuchos con un volumen de 2.500 vagones de ferrocarril. De ellos, el 57% se encuentran vencidos de uso y transporte y algunas fuentes estiman que la posible detonación de la munición podría ser comparable a la explosión de la bomba nuclear de 10 kilotones como lanzada sobre Hiroshima en agosto de 1945.